# Indianie Lucayan
Indianie Lucayan – plemię Indian zamieszkujących wyspy Archipelagu Bahamów w okresie od VI do XV wieku. Byli oni szczepem wywodzącym się od Tainów, których siedziby mieściły się na wielu wyspach tego Archipelagu, oraz Wielkich Antyli. Lud Lucayan wyginął zaledwie 25 lat po pierwszym kontakcie z Europejczykami na skutek niewolniczej pracy i chorób.

## Historia
Indianie Lucayan rozwijali swoją organizację plemienną na wyspach Archipelagu Bahamów od początku VIII wieku do końca XIV wieku, zaś w szczytowym momencie ich populacja wynosiła 40 tysięcy osób. Ślady ich obecności znaleziono na 19 większych wyspach, jak również na leżących nieopodal nich wysepkach koralowych, m.in. na Grand Bahama, New Providence, czy wyspach Caicos. Badacze wyodrębnili ich z plemienia Tainów przez wzgląd na wysoko rozwiniętą organizację plemienną, religijną i handlową.
Indianie Lucayan nie zdołali jednak stawić czoła hiszpańskim konkwistadorom, którzy wykorzystywali ich do niewolniczej pracy w kopalniach lub jako poławiaczy pereł, ze względu na przystosowania anatomiczne tego ludu do nurkowania. Sytuację Lucayan dodatkowo pogorszył brak odporności na europejskie choroby zawleczone przez Hiszpanów.

## Badania archeologiczne
Ze względu na pojedyncze zachowane źródła pisane, podstawą obecnej wiedzy o życiu Indian Lucayan jest archeologia. Szczególnie owocne okazały się być badania rozpoczęte w połowie lat 70. XX wieku prowadzone przez antropologa Shauna Sullivana na wyspie Middle Caicos. Jego śladami podążył William Keegan z Muzeum Historii Naturalnej w Gainesville na Florydzie, który przez kolejne dwie dekady prowadził wykopaliska na innych wyspach Turks i Caicos, w wyniku których odkrył najstarsze znane ślady osadnictwa w łańcuchu wysp Archipelagu Bahamów na wyspie Grand Turk.
Ważnym znaleziskiem archeologów na wyspach są tzw duho, czyli drewniane stołki ceremonialne, pochodzące z lat 1000-1600. 